# Heodes ultraseriata
Heodes ultraseriata är en fjärilsart som beskrevs av Beuret 1954. Heodes ultraseriata ingår i släktet Heodes och familjen juvelvingar. Inga underarter finns listade i Catalogue of Life.